# Mimechthistatus yamahoi
Mimechthistatus yamahoi är en skalbaggsart som först beskrevs av Mitono 1943.  Mimechthistatus yamahoi ingår i släktet Mimechthistatus och familjen långhorningar.
Artens utbredningsområde är Taiwan. Inga underarter finns listade i Catalogue of Life.